# Cenolaimus supersentiens
Cenolaimus supersentiens is een rondwormensoort uit de familie van de Xyalidae. De wetenschappelijke naam van de soort is voor het eerst geldig gepubliceerd in 1933 door Cobb.